# Malhação 2013
A vigésima primeira temporada da série de televisão brasileira Malhação, popularmente chamada de Malhação 2013 ou de Malhação Casa Cheia, foi produzida e exibida pela TV Globo de 8 de julho de 2013 a 11 de junho de 2014, em 241 capítulos.
Foi escrita por Ana Maria Moretzsohn e Patrícia Moretzsohn, com a colaboração de Andrea Rebelo, Cristiane Dantas, Gabriela Amaral, Laura Rissin e Ricardo Tiezzi. A direção foi de João Paulo Jabur e Noa Bressane, sob a direção geral de Vinícius Coimbra e núcleo de Dennis Carvalho.
Contou com as atuações de Bianca Salgueiro, Gabriel Falcão, Hanna Romanazzi, Gabriel Leone, Isabela Garcia, Tuca Andrada, Paulo Betti e Fernanda Souza.

## Enredo
O tema principal é a família moderna brasileira. Casados há dez anos, Vera (Isabela Garcia) e Ronaldo (Tuca Andrada) se mudam para um casarão no Grajaú, zona norte do Rio de Janeiro, junto com filhos de casamentos anteriores. Ela foi casada com Caetano (Paulo Betti), com quem teve Anita (Bianca Salgueiro) e Sofia (Hanna Romanazzi), enquanto ele foi casado com Cícera (Luciana Coutinho) e é pai de Giovana (Bruna Griphao), Vitor (Eduardo Melo) e Ben (Gabriel Falcão) – o único que preferiu morar com a mãe nos Estados Unidos após a separação – tendo ainda juntos o pequeno Pedro (Marlon Queiroz). A vida pacata da família muda quando Ben volta para o Brasil morar com eles e as duas filhas de Vera se interessam pelo rapaz, colocando-as em rivalidade. Sofia é egoísta e manipuladora, sempre plantando intrigas para tentar separar a mãe do padrasto na esperança que um dia ela volte para seu pai, que apesar de ser inicialmente casado com a jovem Bernadete (Fernanda Souza) – que logo o troca por Abelardo (Marcelo Laham) por falta de atenção – ainda ama a ex-esposa. Já Anita é romântica e solidária, conquistando o coração do rapaz, o que deixa a irmã disposta a tudo para separá-los e ter Ben para si.
Quem também não gosta do relacionamento inicialmente é Martin (Hugo Bonemer), garoto egocêntrico que namora Anita e não aceita ser trocado, mas que acaba se apaixonando verdadeiramente pela atrapalhada Micaela (Laís Pinho), tida por todos como feia por seu desleixo com a própria aparência e que passa por uma transformação radical de visual em busca de seu amor próprio. Porém a vida de Anita e Ben se torna insuportável com as armações de Antônio (Gabriel Leone), obcecado por Anita e que se alia com Sofia para inferniza-los. Os dois ainda contam com a ajuda de Flaviana (Anna Rita Cerqueira), uma patricinha mimada e sedutora que faz todas as vontades de Sofia e que, após ser esnobada por Martin, acaba se envolvendo com o cabeleireiro Serguei (Christian Monassa), que tenta colocá-la na linha.
Giovana sonha em ser cantora e é apaixonada por Júnior (Lucca Diniz). Já Vitor sonha em jogar na seleção brasileira de vôlei e vive um romance com Clara (Clara Tiezzi), melhor amiga da irmã, embora ela também se envolva com Guilherme (Matheus Costa). Outro mau-caráter é Sidney (Vitor Thiré), rapaz de má índole e que pratica bullying com os mais indefesos, como Micaela e o nerd Paulino (Cadu Paschoal), além de fazer de tudo para dobrar a indomável Sofia. Ele é filho de Maura (Alexandra Richter), a invejosa vizinha de Vera e Ronaldo, que deseja expulsá-los do local com o objetivo de comprar o casarão e ampliar seu salão de festas.

## Elenco
| Intérprete              | Personagem                      |
| ----------------------- | ------------------------------- |
| Bianca Salgueiro        | Anita Toledo Alende             |
| Gabriel Falcão          | Benjamin Rocha Brainstein (Ben) |
| Hanna Romanazzi         | Sofia Toledo Alende             |
| Hugo Bonemer            | Martin Goulart                  |
| Gabriel Leone           | Antônio Padilha                 |
| Laís Pinho              | Micaela Martins                 |
| Vitor Thiré             | Sidney Aguiar                   |
| Isabela Garcia          | Vera Toledo                     |
| Tuca Andrada            | Ronaldo Rocha                   |
| Paulo Betti             | Caetano Alende                  |
| Fernanda Souza          | Bernardete Biru da Costa        |
| Alexandra Richter       | Maura Aguiar                    |
| Eduardo Melo            | Vitor Rocha Brainstein          |
| Clara Tiezzi            | Clara Bragança                  |
| Matheus Costa           | Guilherme Nogueira (Gui)        |
| Erom Cordeiro           | João Luiz                       |
| Bruna Griphao           | Giovana Rocha Brainstein        |
| Anna Rita Cerqueira     | Flaviana Sampaio                |
| Lucca Diniz             | Marcelo Antunes Júnior (Júnior) |
| Christian Monassa       | Serguei                         |
| Cadu Paschoal           | Paulino                         |
| Ana Beatriz Cisneiros   | Júlia de Souza                  |
| Brendow Goyaz           | Marcos Oliva (Minhoca)          |
| Ully Lages              | Laura Mendes (Diva)             |
| Marcelo Laham           | Abelardo Pasquim (Abel)         |
| Larissa Bracher         | Raissa                          |
| Luísa Micheletti        | Luciana Toledo                  |
| Elam Lima               | Fábio Alvares                   |
| Pedro Henrique Monteiro | Omar                            |
| Flávia Rubim            | Zelândia Aguiar Alende (Zê)     |
| Alana Ferri             | Bruna                           |
| Patrícia Pinho          | Soraia                          |
| Blaise Musipere         | Frédéric                        |
| Luiz Serra              | Gustavo                         |
| Sylvia Massari          | Regina                          |
| Milena Toscano          | Bárbara                         |
| Daniel Marques          | Tuninho                         |
| Fabio Beltrão           | Murilão                         |
| Brenda Sabryna          | Antônia                         |
| Duda Nagle              | Edgard (Edgato)                 |
| Tatsu Carvalho          | Virgílio Chalfon                |
| Alice Mendes            | Drica                           |
| Erlene Melo             | Vanessa                         |
| Marlon Queiroz          | Pedro Toledo Rocha              |
| Natalia Guedes          | Tita                            |
| Sarah Serafim           | Lorena                          |

### Participações especiais
| Intérprete              | Personagem                                                      |
| ----------------------- | --------------------------------------------------------------- |
| Priscila Fantin         | Raquel Nogueira                                                 |
| Erick Schons            | Aurélio                                                         |
| Chrysti Ane Lopes       | Meg Bittencourt                                                 |
| Luciana Coutinho        | Cícera Brainstein                                               |
| Gilberto Hernandez      | Matias Hernandez (Hernandez)                                    |
| Brenno Leone            | Rafa Marinho                                                    |
| Gabriel Azevedo         | Vinícius Goulart                                                |
| Erick Brian Farid       | Cadu                                                            |
| Keruse Bongiolo         | Kellen Eleonora                                                 |
| Ilya São Paulo          | Paulo Roberto Mesquita Palhares                                 |
| Carolinie Figueiredo    | Domingas                                                        |
| Raphael Azevedo         | Eduardo                                                         |
| Ana Júlia Dorigon       | Jade                                                            |
| Isabella Dionísio       | Monique                                                         |
| Michelle Miranda        | Luiza                                                           |
| Bia Nunnes              | Marinalva                                                       |
| Arlete Salles           | Elvira                                                          |
| Antonio Pitanga         | Jozino de Souza                                                 |
| Manoela Daher           | Luana                                                           |
| Matheus Malone          | Zureta                                                          |
| Kacau Gomes             | Babette                                                         |
| Bruno Nunes             | Zico                                                            |
| Wendel Barros           | Cadelão                                                         |
| Camila Carandino        | Gislaine                                                        |
| Thiago Beckmann         | Filipinho                                                       |
| Bernardo Felinto        | Investigdor Moura                                               |
| Dieter Fuhrich          | Beto Bruno                                                      |
| Carlos Thiré            | Cláudio                                                         |
| Sérgio Stern            | Isaac                                                           |
| Ana Paula Botelho       | Rebeca                                                          |
| Caique Machado          | Rafa                                                            |
| Maria Clara Vicente     | Manu                                                            |
| Séfora Rangel           | Matilda                                                         |
| Gustavo Rizzotte        | Zé                                                              |
| Rafael Vanchaud         | Carlão                                                          |
| Matheus Monteiro        | Leco                                                            |
| Felipe Selau            | Paulo Tiago                                                     |
| Erick Montes            | Tiago                                                           |
| Juan Guimarães          | Gusmão                                                          |
| Lyv Ziese               | Briguita                                                        |
| Breno Augusto Guimarães | Lars                                                            |
| Thiaguinho              | Ele mesmo                                                       |
| Carlinhos Brown         | ele mesmo (técnico no programa The Voice, no sonho de Giovanna) |
| Cláudia Leitte          | ela mesma (técnica no programa The Voice, no sonho de Giovanna) |
| Daniel                  | ele mesmo (técnico no programa The Voice, no sonho de Giovanna) |
| Lulu Santos             | ele mesmo (técnico no programa The Voice, no sonho de Giovanna) |

## Audiência
A série conseguiu no seu primeiro capítulo 15 pontos na Grande São Paulo e 21 pontos no Rio, mas superou a estreia e bateu recorde – até então, em um segundo capítulo – atingindo 19 pontos com picos de 21. No Rio de Janeiro, o 2º capítulo teve um acréscimo de dois pontos, atingindo 23 pontos de acordo com o IBOPE. Seu último capítulo registrou média de 15 pontos.
Teve média geral de 14,13 pontos, a pior da história do seriado.

## Exibição
Foi reexibida no Viva de 11 de novembro de 2024 a 28 de abril de 2025, em formato de capítulos duplos, totalizando 121 capítulos, substituindo a vigésima temporada e sendo substituída pela vigésima segunda temporada na faixa das 16h20, com reprises às 3h45 e às 10h30.

### Outras Mídias
Em 28 de outubro de 2024, foi disponibilizada pelo Globoplay como parte do Projeto Originalidade, com a atualização para o formato de exibição original; com o formato de imagem restaurado em Full HD, além de aberturas, vinhetas de intervalo e encerramento originais. No entanto, a emissora enfrentou dificuldades de recuperar a mídia original dos capítulos 89, 206 e 210.

## Trilha Sonora

### Malhação - Nacional 2013
Malhação - Nacional 2013  é o primeiro e único álbum da trilha sonora da 21.ª temporada de Malhação lançado pela Som Livre em 28 de novembro de 2013.

#### Lista de faixas
| N.º | Título                                        | Compositor(es)                                                                                        | Artista(s)                                                            | Duração |  |
| 1.  | "Família"                                     | Arnaldo Antunes Tony Bellotto                                                                         | Nando Reis & Os Infernais com part. de Sebastião Reis e Theodoro Reis | 2:59    |  |
| 2.  | "De Todos os Loucos do Mundo"                 | Clarice Falcão                                                                                        | Clarice Falcão                                                        | 2:24    |  |
| 3.  | "Chora Brother"                               | Pedro Nassif                                                                                          | Banda Mahalo                                                          | 2:39    |  |
| 4.  | "Ilhabela"                                    | Marcelo Tché Bernardo Rolla Arthur Britto Pedro Pepe Pata Alex Pasternak DW Ribatski                  | Holger                                                                | 3:46    |  |
| 5.  | "Erva Venenosa" ("Poison Ivy")                | Jerry Leiber Mike Stoller Rossini Pinto (versão)                                                      | Rita Lee                                                              | 3:59    |  |
| 6.  | "Será"                                        | Renato Russo Marcelo Bonfá Dado Villa-Lobos                                                           | Legião Urbana                                                         | 2:29    |  |
| 7.  | "Sururu Formado"                              | Nilze Carvalho Fabiano Salek Silvio Carvalho                                                          | Sururu Na Roda                                                        | 3:36    |  |
| 8.  | "Meu Amor Me Fez Feliz"                       | Sandro Coelho Marquinhos Ulian                                                                        | Tchê Garotos                                                          | 3:04    |  |
| 9.  | "Turbinada"                                   | Roberto Sampaio Marcos Garcia Raynner Sousa                                                           | Zé Ricardo & Thiago                                                   | 2:51    |  |
| 10. | "Classe A"                                    | Umberto Tavares Jefferson Júnior MC Sapão                                                             | MC Sapão                                                              | 1:59    |  |
| 11. | "Hoje a Balada É no Ar (Helicóptero e Avião)" | Rachid Camargo                                                                                        | Rachid Camargo                                                        | 2:37    |  |
| 12. | "Pilha Forte"                                 | Gabriel Moura                                                                                         | Dienis                                                                | 3:39    |  |
| 13. | "Independentemente de Você"                   | Tony Pontes Bruno Pontes Paulo Sérgio Porto                                                           | Banda Zero85                                                          | 4:12    |  |
| 14. | "Três Nuvens Negras e Cinco Tardes"           | Lorena Lessa                                                                                          | Lorena Lessa                                                          | 3:40    |  |
| 15. | "Contato Imediato"                            | Marisa Monte Carlinhos Brown Arnaldo Antunes                                                          | Juliana Betti                                                         | 3:34    |  |
| 16. | "Afinal de Contas"                            | Artur Lipori Diego Perin Diogo Fernandes Emílio Mercuri Heitor Humberto Jota Borgonhoni Tetê Fontoura | Banda Gentileza                                                       | 4:27    |  |
| 17. | "Minha Teimosia, Uma Arma pra Te Conquistar"  | Jorge Ben Jor                                                                                         | Los Sebosos Postizos                                                  | 4:10    |  |

Notas
- Embora não tenha sido incluída na trilha sonora da 21.ª temporada de Malhação, a canção "Ela Vai Voltar", de Charlie Brown Jr., que serve de Tema de Martin e Anita, toca nessa temporada.

Internacional
Não houve lançamento comercial de um álbum da trilha sonora internacional da 21.ª temporada de Malhação. Entretanto, de acordo com a página oficial da temporada no site Memória Globo, estas são as canções que tocam, na trama. 
| N.º | Título                                   | Compositor(es)                                                                                                 | Artista(s)                     | Duração |  |
| 1.  | "Sun Is Shining" (Smoke Out Dubstep Mix) | Bob Marley Lee Perry                                                                                           | Bob Marley                     |         |  |
| 2.  | "We Are Young"                           | Jack Antonoff Jeff Bhasker Andrew Dost Nate Ruess                                                              | Fun com part. de Janelle Monáe |         |  |
| 3.  | "I'm Not Just a Girl"                    | Frankie Storm Jonas Jeberg Mich Hansen                                                                         | School Gyrls                   |         |  |
| 4.  | "Always"                                 | Gaye Tolan Hatfield Kristine Adams                                                                             | Robin McKelle                  |         |  |
| 5.  | "Now It Starts"                          | Miguel Escueta                                                                                                 | Miguel Escueta                 |         |  |
| 6.  | "Looking Over The Edge"                  | Emily Jaye | Emily Jaye                     |         |  |
| 7.  | "Give Me Love"                           | Ed Sheeran Jake Gosling Chris Leonard                                                                          | Ed Sheeran                     |         |  |
| 8.  | "Hold On"                                | Brittany Howard                                                                                                | Alabama Shakes                 |         |  |
| 9.  | "It's Time"                              | Brandon Darner Imagine Dragons                                                                                 | Imagine Dragons                |         |  |
| 10. | "The Parting Glass"                      | style="background: #ececec; color: grey; vertical-align: middle; text-align: center; " class="table-na"\|—     | Ed Sheeran                     |         |  |
| 11. | "Live It Up Loud"                        | Ilana Harkavy                                                                                                  | Ilana Harkavy                  |         |  |
| 12. | "Chained"                                | Bianca Fraga Marina Gonzales Lobo                                                                              | Bianca                         |         |  |
| 13. | "We Can't Stop"                          | Mike L. Williams II Pierre Ramon Slaughter Timothy Thomas Theron Thomas Miley Cyrus Douglas Davis Ricky Walter | Miley Cyrus                    |         |  |
| 14. | "Chloe (You're the One I Want)"          | Drew Chadwick Kool Kojak Peter Svensson Wesley Stromberg Keaton Stromberg Savan Kotecha                        | Emblem3                        |         |  |
| 15. | "Baby I"                                 | Antonio Dixon Kenneth "Babyface" Edmonds Patrick "J. Que" Smith                                                | Ariana Grande                  |         |  |